# Kujang (Karangnunggal)
Kujang is een bestuurslaag in het regentschap Tasikmalaya van de provincie West-Java, Indonesië. Kujang telt 4007 inwoners (volkstelling 2010).